# هورست شوناو
هورست شوناو (انگلیسی: Horst Schönau؛  – ) لژسوار، و ورزشکار دو و میدانی اهل آلمان بود.
وی در مسابقات کشوری و بین‌المللی در مجموع برندهٔ ۱ مدال طلا، ۱ مدال نقره، ۲ مدال برنز شده‌است.